# Brizio Casciola
Brizio Casciola (Montefalco, 1871 – Napoli, 1957) è stato un presbitero e letterato italiano.
Iniziò il suo apostolato nelle borgate romane e con l'aiuto della baronessa Franchetti fondò una colonia agricola per ragazzi. Stimato da Ernesto Nathan, Paul Sabatier, Giovanni Pascoli, ispirò ad Antonio Fogazzaro la figura del protagonista de Il Santo. Amico di Romolo Murri e di Ernesto Buonaiuti, visse il modernismo all'interno della Chiesa cattolica. Importanti sono le sue Lettere ai Cardinali.
Tra il 1904 e il 1910  creò ad Osio Sotto una Colonia agricola per giovani  nella quale soggiornò lo scrittore Antonio Fogazzaro più volte in quegli anni.